# Tickenhill Palace
Tickenhill Palace (také známý jako Tickenhill House nebo Tickenhall Manor) je historická budova v Bewdley v hrabství Worcestershire v Anglii. Jedná se o památkově chráněnou budovu třídy II*.
Palác sloužil jako středověký radní dům prezidentů Rady pohraničních oblastí Walesu. Zároveň sloužil jako královské sídlo.
Park, který obklopuje panské sídlo, byl založen ve 14. století. Jako tudorovský palác byl v roce 1499 dějištěm svatby v zastoupení Artura, prince z Walesu, s Kateřinou Aragonskou. Princezna Marie (pozdější Marie I.) přijela do Tickenhillu na Nový rok 1526. Její pokladník Richard Sydnor zde pro ni zajistil úpravy sídla.
Za vlády Eduarda VI. byl majetek pronajat Lordu Seymourovi ze Sudeley. Dům využívala Rada pohraničních oblastí a Henry Sidney zde organizoval opravy. V Tickenhillu se narodila básnířka Mary Sidney.
Palác byl přestavěn v roce 1738 a začátkem 19. století sloužil veřejnosti jako místo pro procházky. Dendrochronologické datování ukazuje, že některé trámy z 60. let 15. století zůstaly na původním místě.